# Faciès (archéologie)
Pour les articles homonymes, voir Faciès.
En archéologie, le faciès est l'ensemble des traits composant un aspect particulier d'une période culturelle.

## Pour approfondir